# ОШ „Ђорђе Симеоновић” Подгорац
ОШ „Ђорђе Симеоновић” је једна од три основне школе у општини Бољевац. Налази се у Подгорац бб, Бољевац. 

## Историјат школе[2]
Основна школа  ˝Ђорђе Симеоновић˝ у Подгорцу је једна од најстаријих основних школа  у Србији. Према постојећим подацима први учитељ у Подгорцу ради 1840. године и та се година сматра као година почетка рада  школе. Први учитељ у овој школи је Илија Голубовић 1840.године а од 1843 у школи ради Христић Никола. Међу првим учитељима у школи радио је и познати песник и сликар Ђура Јакшић. У подгорачку школу дошао је 1857.године и то му је било прво место учитељевања.
Од постанка па до 1941. године школа је радила у више зграда  које су биле  неподесне за извођење редовне наставе и од слабог материјала. Приликом бомбардовања села 1941. године од стране немачких окупатора, школа  је спаљена и до темеља порушена. Школа је наставила са радом и 1947. је на постојећем месту подигнута постојећа школска зграда. До 1951.године школа ради као четвороразредна, а те године прераста у осмогодишњу. 1968. године долази до интеграције основних школа Боговине и Основне школе Подгорац са седиштем у Подгорцу. Од 1978. године школа је у саставу Сложене установе за основно васпитање, образовање и рекреацију деце ˝26.септембар˝ Бољевац све до 1993. године када се осамосталила.

## Школа данас[2]
У новије доба реализовано је више инфраструктурних пројеката у школи.
Изграђено је забавиште, нова котларница, модернизована фискултурна сала, реновирани су ходници у матичној школи који су поплочани керамичким плочицама, реновирана је цела школска зграда у Боговини насељу и реновирана фасада школске зграде  у Боговини селу, оспособљен је део школске зграде који је био склон рушењу у Подгорцу, дограђен санитарни чвор реновирана фасада и столарија у школи и ђачкој кухињи, адаптирани простори за потребе Ученичке задруге.
Школа је 2005. године у сарадњи са ЦХФ-ом, Америчком невладином организацијом и Општином Бољевац, оформила информатичке кабинете како у матичној школи где има 11 рачунара тако и у издвојеним одељењима са по 5 рачунара. У јесен 2008. је завршен дубински бунар.
Августа 2009. школа је добила бесплатни бежични интернет. Поред матичне школе и издвојена одељења су опремљена бежичим интернетом. Пројекат је реализован од стране МПС-а и МТС-а. У марту 2011.године школа је на конкурсу „Дигитална школа„ добила 15 нових компјутера за матичну школу, два лаптоп рачунара и два пројектора за издвојена одељења а стари компјутери из информатичког кабинета распоређени су по учионицама.
Реконструкција зграде Основне школе „Ђорђе Симеоновић“ у Подгорцу је започета у фебруару месецу 2020. године, а пројекат се у потпуности финансира средствима Канцеларије за управљање јавним улагањима Републике Србије. Вредност инвестиције износи 80 милиона динара, а након завршетка радова школа ће испуњавати све прописане стандарде енергетске ефикасности. Један од услова за прихватање овог пројекта од стране Канцеларије било је и системски решено снабдевање водом, што је обезбеђено изградњом водовода средствима локалне самоуправе и Мормонске заједнице у Србији, као донатора. Основна школа у Подгорцу ове године (2020. године) обележава 180 година рада.
Настава се изводи кабинетски. Изграђена је нова кухиња, уведено је централно грејање у школи и кухињи, замењен је патос паркетом у свим учионицама матичне школе и у издвојеним одељењима.

## Организација рада школе[5]
У новије доба школу похађа 238 ученика (188 ученика у матичној школи у Подгорцу, 35 ученика у издвојеном одељењу Боговина насеље и 15 ученика и издвојеном одељењу Боговина село). Школа има 46 запослених од тога 35 запослених у настави и 11 запослених као ненаставно особље. Настава се реализује у матичној школи у Подгорцу и издвојеним одељењима Боговина село и Боговина насеље. Школа ради само у преподневној смени.

## Награде и признања[2]
За дугогодишње успешне резултате  школа је добила низ посебних признања  међу којима  су најзначајнија  – Награда ослобођења  Бољевца  фолклорној секцији, две друге  и  треће  Републичке награда за унапређење школске средине. Посебно  признање добијено је  1977.године  – Орден заслуга  за народ  са златном звездом, а 2000.године  и 2002. највеће општинске награде  – Награда за Дан општине  Бољевац. Школа је октобра 2009. била домаћин Републичког такмичења младих орача задруга у организацији Савеза ученичких задруга Србије.